# Суда (бухта)
Бу́хта Суда (грец. Κόλπος Σούδας, латиніз. Kólpos Soúdas) — затока з глибокою гаванню природного походження неподалік від міста Суда на північно-західному узбережжі грецького острова Крит, на території нома Ханья. 

## Розташування
Бухта має приблизно 15 км завдовжки і тільки 2-4 км завширшки. Утворюється між півострові Акротирі і мисом Драпано, і простягається із заходу на схід. Бухта закрита з виду з обох сторін пагорбами, з відносно низьким і вузьким перешийком на заході неподалік від Ханьї.

Неподалік від входу в бухту, між Акротирі та містом Калівес розташована група невеликих островів зі старими венеціанськими укріпленнями. Найбільший з цих островів — Суда з одноіменною фортецею, дав назву розташованій на південь від нього бухті.
Докладніше: Фортеця Суда
У 1951 році в бухті Суда заснована однойменна військово-морська база ВМС Греції, що є одним з опорних пунктів військово-морських сил НАТО в Східному Середземномор'ї.